# Jumping Someone Else's Train
Jumping Someone Else's Train è un singolo della band britannica The Cure, pubblicato il 20 novembre 1979.

## Il brano
In origine non faceva parte di alcun album, ma venne successivamente incluso in Boys Don't Cry, riedizione statunitense dell'album d'esordio Three Imaginary Boys. Siouxsie Sioux partecipò come backing vocalist nel brano del lato B, I'm Cold. 
Smith scrisse il testo con riferimento critico alla moda del "mod revival" di fine anni settanta, che stava prendendo piede in quel periodo. Fu l'ultima canzone registrata con il bassista Michael Dempsey.

## Tracce singolo
Lato A
1. Jumping Someone Else's Train

Lato B
1. I'm Cold

## Formazione
- Robert Smith - voce, chitarra
- Michael Dempsey - basso
- Lol Tolhurst - batteria
- Siouxsie Sioux - back vocals in I'm Cold